# Neolythria latimarginata
Neolythria latimarginata là một loài bướm đêm trong họ Geometridae.